# والتر ديل ريو
والتر ديل ريو (بالإسبانية: Walter del Río)‏ (16 يونيو 1976 في الأرجنتين - ) هو لاعب كرة قدم أرجنتيني في مركز الدفاع. لعب مع بوكا جونيورز وكريستال بالاس ونادي دندي وHuracán Corrientes ‏ وكارسو كالتشيو ‏.

## وصلات خارجية
- والتر ديل ريو على موقع قاعدة بيانات كرة القدم.إي يو (الإنجليزية)